# تعدد الشركاء الجنسيين للأنثى

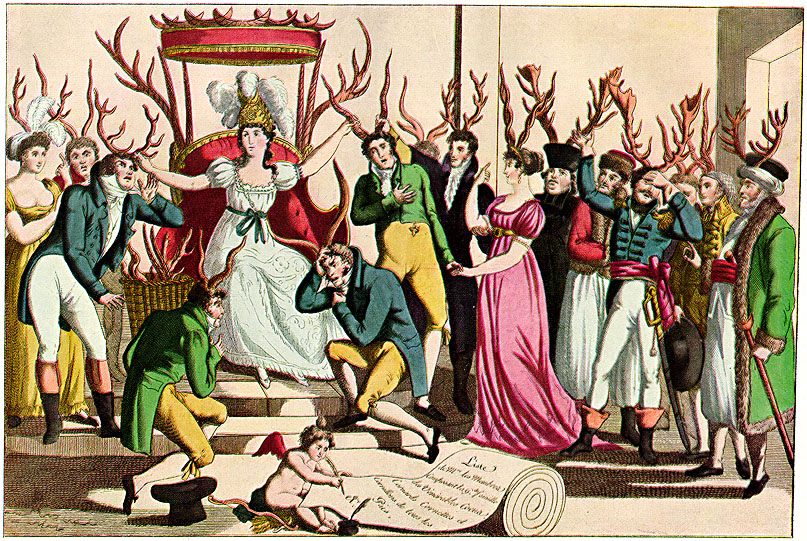

تستنكر العديد من المجتمعات تعدد الشركاء الجنسيين، وينتظرون من معظم أفرادها أن يقيموا علاقات طويلة الأمد مع شريك واحد.
انتقدت معظم المجتمعات تاريخيًا تعدد شراكة الأنثى الجنسية أكثر من تعدده لدى الذكور مغايري الجنس؛ ويعتبر الميل للجنس خارج العلاقات الملتزمة لدى الرجال والنساء ذا ارتباط مع طاقة جنسية مرتفعة، لكن لوحظ تأثير عوامل اجتماعية وثقافية على السلوك والاعتقاد الجنسي.

## المسبب
ربطت الدراسات التوجه الجنسي الاجتماعي بالرغبة الجنسية وخصوصًا لدى النساء، فكلما زادت الرغبة الجنسية قل تقييد التوجه الجنسي الاجتماعي أو الرغبة في الجنس خارج علاقات الارتباط الملتزمة؛ ومع ذلك هناك بعض البيانات تخص الطبيعة والنقاش فيها تؤكد على العوامل الثقافية، ويزيد هذا عند المرأة مقارنة بالرجل؛ وقد قيمت إحدى المراجعات أن الجنسانية الاجتماعية تأثرت تأثرًا متساويًا بالوراثة والبيئة غير المشتركة مع الأشقاء؛ وكان للبيئة المشتركة تأثير أقل نسبيًا.
يميل الرجال لتكون معدلات جنسانيتهم الاجتماعية أعلى وأقل تقيدًا من المرأة عبر اختلاف الثقافات؛ ومع ذلك فهناك فروق في المعدلات ضمن كل جنس مقارنة بين الجنسين، وهذا يشير إلى أنه رغم أن الرجال أقل تقيدًا من النساء بالمتوسط، فقد يختلف الأشخاص في التوجه الجنسي الاجتماعي بغض النظر عن الجنس.

### علم النفس
أظهر تقدير الذات لدى المرأة ترابطاً إيجابياً هامًا مع حرية الجنسانية الاجتماعية، وكذلك نسبة الخصر إلى الورك وقياسين للذكورة، وأخيرًا وفي نفس الدراسة ترابط تعاطي الكحول أيضًا لكن من غير الواضح إن كان تناول الكحول سبب حرية الجنسانية الاجتماعية أم العكس، أو إن كان هناك عامل ثالث.
تميل النساء ثنائية الميول الجنسية لأن يكن أقل تقيدًا في اتجاهاتهن الاجتماعية الجنسية مقارنة بالنساء المثليات أو متغايرات الميول الجنسية؛ وفي السلوك الاجتماعي الجنسي أيضًا وجد أن النساء ثنائيات الميول أقل تقيداً يتبعهن مثليات الميول ثم متغايرات الميول الجنسية.
ارتبطت السلطة الاجتماعية عمومًا بالخيانة الجنسية لدى الرجال، كما ربط علماء النفس التجريبيون بين السلطة والخيانة الجنسية بين النساء أيضًا؛ حيث استنتجت دراسة هولندية شملت عينة كبيرة من ١٥٦١ من الاختصاصيين أن: «العلاقة بين السلطة والخيانة كانت متساوية لدى الرجال والنساء، ولذات السبب، وتشير هذه النتائج إلى أن الافتراض الشائع (والتأثير الذي يوجد غالباً) بأن النساء أقل احتمالًا للقيام بالخيانة، هو من ناحية جزئية انعكاس للفروق التقليدية في السلطة القائمة على الجنس في المجتمع».
تسجل النساء اللواتي يرتدن الكنيسة معدلات أقل في تعدد الشركاء الجنسيين مقارنة بغيرهن من النساء، بينما لا يوجد هذا الترابط لدى الرجال.
وجدت دراسة منشورة عام ٢٠١٠ في مجلة الزواج والعائلة أن هناك ترابط بين تعدد الشركاء الجنسيين قبل الزواج وارتفاع معدلات الطلاق؛ فقد وجدت الدراسة التي أجراها جي تيشمان أن النساء اللواتي كان لهن ١٦ شريكًا جنسيًا أو أكثر قبل الزواج كان معدل الطلاق لهن ٨٠%.

### البيولوجيا
يملك الرجال والنساء ممن يعيشون نمط حياة متعدد الشركاء مستويات أعلى من التستوستيرون، ومن غير الواضح إن كانت هذه المستويات الأعلى تسبب زيادة في الدافع الجنسي وتعدد الشركاء بالتالي، أم إن كان النشاط الجنسي مع عدة شركاء يسبب الزيادة في التستوستيرون.
ترتبط الجنسانية الاجتماعية لدى النساء إيجابيًا بقياسين للتعرض قبل الولادة للأندروجينات -وهما النسبة العددية الصحيحة واختبار فاندنبيرغ للتصحيح البصري الدماغي- ما يعطي القليل من الدعم لفرضية ذكورة المرأة المسؤولة عن تعدد شراكائها؛ ولا تتنافى هذه الفرضية مع غيرها.
تترابط الرغبة الجنسية مع الدورة الطمثية لذا تختبر العديد من النساء ارتفاعًا في الرغبة الجنسية قبل عدة أيام تسبق الإباضة، وترتفع مستويات التستوستيرون تدريجياً منذ اليوم الرابع والعشرين من الدورة الطمثية حتى الإباضة في اليوم الرابع عشر من الدورة التي تليها؛ وخلال فترة ارتفاع التستوستيرون تشعر المرأة عادة بالانجذاب للملامح الوجهية الذكرية وأكثر احتمالاً لتستمر في علاقة صداقة قصيرة.
ومن الشائع أن تنخفض الرغبة الجنسية بشكل كبير بعد توقف الدورة الطمثية؛ وقد استنتجت دراسات متعددة كدراسة الفريد كينزي أن متوسط المجموعة العمرية التي تكون فيها المرأة في أقصى نشاطها الجنسي هي أواسط الثلاثينيات، وتحدد إحدى الدراسات حدود المجموعة العمرية بين ٢٧-٤٥ (متوسط ذروة الرجال تسبق ذلك)؛ وتقول النساء في هذه المجموعة العمرية إن لديهن رغبات جنسية أكثر وأشد ويزيد قيامهن بنشاطات جنسية ويزيد اهتمامهن بالعلاقات الجنسية العابرة.
أشارت إحدى الدراسات عن التضاد الجنسي إلى احتمال وجود روابط جينية بين ميل المرأة للذكور في تعدد الشركاء وميل الذكور للذكور؛ حيث أبدت نساء قبائل الساموان ترابطًا بين النتاج التناسلي واحتمال الحصول على أحفاد ميالين للذكور، ولو أنهم أولاد أخ أو أخت. ويرتبط معدل التطور الجزيئي لبروتين الجين SEMG2 في النطاف مع مستويات من تعدد شراكات الإناث الجنسية.
إن فرط النشاط المرضي للمسارات العصبية الدوبامينية في الدماغ والناشئة نفسيًا خلال الجنون، أو دوائيًا كتأثير جانبي لناهضات الدوبامين، وخصوصًا مستقبلات الناهضة  D3- يرتبط بإدمانات متعددة وظهر أنه يؤدي بين عدة أمور منها الجنس إلى سلوك جنسي مفرط وشديد.
يرتبط تعدد الأزواج بشكل إيجابي بنسبة وزن الخصية إلى الجسم لدى صنف الجنادب الأمريكية؛ لكن خصى الإنسان مقارنة بحجم الجسم أخف وزنًا مما هو لدى الشمبانزي من جنس (بان) لكنها أثقل مما لدى الغوريلا وإنسان الغاب؛ وتملك شامبانزي البونوبو خصى أثقل من أنواع الشامبانزي الشائعة. وليس واضحًا بعد إذا كانت القاعدة تنطبق ضمن النوع كما تنطبق بين الأنواع -أي أن تنطبق  بين الأعراق- لكن وفقًا لدراسة جي. فيليب راشتون ، متوسط القوقازيين (٢١ غرام) أثقل بمرتين تقريبًا من المشرقيين (٩ غرام).

#### التطور
يتضمن مبدأ بيتمان أن الإناث انتقائيات نظرًا لوجود ميزة تطورية لهن للالتقاء مع عدة ذكور؛ وقد أظهرت ملاحظات كثيرة لعدة أنواع من الأرانب حتى ذبابة الفواكه أن الإناث تنتج نسلاً أكبر إذا التقت مع عدد أكبر من الذكور، وهذا يبدو مناقضًا لنظرية بيتمان، وخصوصا نتيجته «بينما يحصل الذكور على أولاد أكثر كلما زادت شريكاتهم، فالإناث لا يحدث معهن ذلك». وتكثر الاستثناءات لهذا المبدأ حين تشرح الفرضية تطور تعدد الشركاء لدى الإناث، ولدى الإناث الكثير للحصول عليه، اعتمادًا على النوع؛ وقد اعتقد أن العديد من الأنواع تقترن بشريك واحد كطيور البجع، لكن يعرف أنها تقترن بشركاء آخرين.